# تپه پشت فرودگاه
تپه پشت فرودگاه مربوط به دوره نوسنگی است و در شهرستان ملایر، بخش سامن، دهستان حرم رود سفلی، روستای آرته بلاغ واقع شده و این اثر در تاریخ ۲۶ اسفند ۱۳۸۷ با شمارهٔ ثبت ۲۶۱۴۶ به‌عنوان یکی از آثار ملی ایران به ثبت رسیده است.